# اقتصاد باز
یک اقتصاد باز اقتصادی است که فعالیت‌های اقتصادی بین اجتماع درون آن و
بیرون از آن وجود دارد (اشخاص و حتی کسب‌وکارها می‌توانند خدمات و فراوردهها را با سایر افراد و کسب‌وکارهای جامعه بین‌المللی تجارت کنند و منابع مالی می‌توانند از پس مرزها به منظور سرمایه‌گذاری جریان داشته باشند.)